# 스기하라 안리

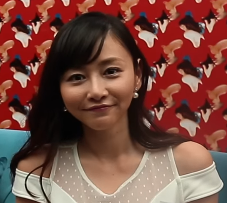
스기하라 안리

스기하라 안리(일본어: 杉原 杏璃 すぎはら あんり[*])는 일본의 전 그라비아 아이돌이다. 1982년 6월 12일 출생. 히로시마현 후쿠야마시 출신.

## 방송
- 비서의 거울
- 찍지마세요!! 그라비아 아이돌의 뒷이야기
- 테츠코의 육성법